# MCPD
MCPD är en förkortning för Microsoft Certified Professional Developer, en certifieringstyp för personer som arbetar med utveckling baserad på Microsoft-ramverken .NET och ASP.NET. Möjlighet till certifiering ges till personer som redan innehar minst en MCTS-certifiering. MCPD ersatte den äldre certifieringstypen MCAD (Microsoft Certified Application Developer).
Du som vill certifiera dig som MCPD: Windows Developer 3.5 
måste först klara kraven för MCTS: .NET Framework 3.5 och Windows Forms Applications (2 test). Efter detta krävs ytterligare ett test för att bli MCPD: Windows Developer 3.5
(Test nr: 70-536, 70-526, 70-548)
MCPD: ASP.NET Developer 3.5 
måste först klara kraven för MCTS: .NET Framework 3.5, ASP.NET Applications (2 test). Efter detta krävs ytterligare ett test för att bli MCPD: ASP.NET Developer 3.5
MCPD: Enterprise Application Developer 3.5 
måste du först klara kraven för MCTS: .NET Framework 3.5, Windows Forms Applications, MCTS: .NET Framework 3.5, ASP.NET Applications, MCTS: .NET Framework 3.5, ADO.NET Applications samt MCTS: .NET Framework 3.5, Windows Communication Foundation Applications (totalt 5 test). Efter detta krävs att du klarar test 70-565: PRO: Designing and Developing Enterprise Applications using Microsoft .NET Framework 3.5